# Sphaeramene flausinae
Sphaeramene flausinae är en kräftdjursart som beskrevs av Loyola e Silva 1966. Sphaeramene flausinae ingår i släktet Sphaeramene och familjen klotkräftor. Inga underarter finns listade i Catalogue of Life.